# Botanophila gentianaella
Botanophila gentianaella este o specie de muște din genul Botanophila, familia Anthomyiidae, descrisă de Zhong în anul 1985. Conform Catalogue of Life specia Botanophila gentianaella nu are subspecii cunoscute.